# Darcy Norton
Darcy Norton (Camrose, Alberta, 1967. május 2. –) kanadai profi jégkorongozó.

## Pályafutása
Komolyabb junior karrierjét a WHL-es Lethbridge Broncosben kezdte 1984–1985-ben és a következő szezonban is ebben a csapatban játszott. 1986-88 között a WHL-es Kamloops Blazersben játszott. Utolsó szezonjában 68 mérkőzésen 64 gólt ütött. Az 1987-es NHL-drafton a Minnesota North Stars választotta ki a hatodik kör 109. helyén. A National Hockey League-ben sosem játszott. Felnőtt pályafutását az IHL-es Kalamazoo Wingsben kezdte 1988-ban és 1990-ig játszott ebben a csapatban. 1990–1992 között az IHL-es San Diego Gullsban szerepelt. A következő szezonban az IHL-es Cincinnati Cyclones csapatának kerettagja volt. 1993–1994-ben játszott az ECHL-es Birmingham Bullsban és visszatért a Cincinnati Cyclonesba kilenc mérkőzés erejéig. 1994-ben rollerhokizott is a San Diego Barracudasban.

## Díjai
- WHL (Nyugat) Első All-Star Csapat: 1988